# Паевялья
59°27′01″ пн. ш. 24°50′01″ сх. д. / 59.45028° пн. ш. 24.83361° сх. д.
Паевялья (ест. Paevälja) — мікрорайон в районі Ласнамяє міста Таллінн. Його населення складає всього 469 чоловік (1 січня 2014). Основними вулицями є Нарва маантеє, Смуулі теє, Мяе, Вана-Куулі, Лійкурі, Паекалда. В мікрорайоні курсують автобусні маршрути номер 12, 19, 29, 35, 44, 51, 60, 63, 65.
 Паевялья — найменш забудований з мікрорайонів Ласнамяє. 

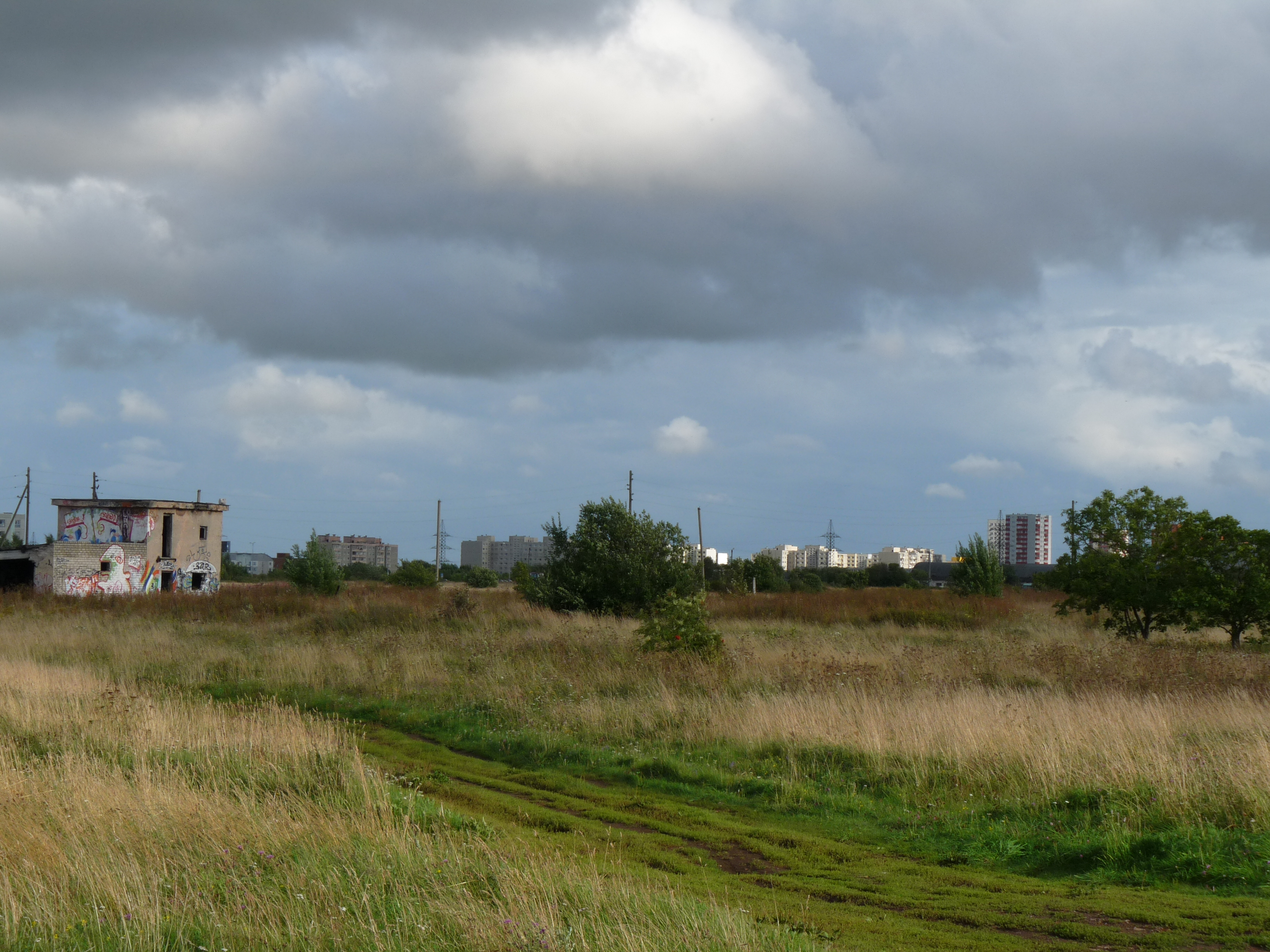
Паевялья

На площі Паевялья щорічно відбувається святкування Іванова дня.

## Історія
Перші будинки на території Паевялья почали будувати на вулиці Мяе, яка фігурує в списках міських вулиць вже в 1900 році. На початку XX ст. авіаційна компанія «Aeronaut» побудувала тут залізобетонний ангар. 1927 року війська протиповітряної оборони побудували в Паевялья військово-повітряну базу і завод по ремонту літаків, який пропрацював до 1940 року. В радянські часи територія Паевялья входила в склад десятого мікрорайону Ласнамяє. Паевялья був утворений на основі північної та північно-західної його частини. Мікрорайон отримав свою назву (ест. Paevälja — плитнякове село) в 1991 році, так як в той час його площа була відносно відкритою і з ділянками плитняка. В 2008 році на вулиці Вана-Куулі були побудовані нові житлові будинки.

## Населення
По даним самоуправління Талліна, на 1 січня 2014 року населення Паевялья складало 469 жителів. Чоловіків серед них 47%. Естонці складають 26% мешканців мікрорайону.
| 2008 | 2010  | 2011  | 2012  | 2014  |
| ---- | ----- | ----- | ----- | ----- |
| 151  | ↗ 236 | ↗ 270 | ↗ 371 | ↗ 469 |